# フランツ・ジックス

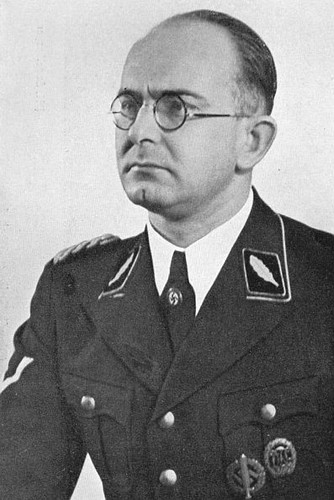
フランツ・ジックス博士(1941年)

フランツ・アルフレート・ジックス（Franz Alfred Six、1909年8月12日‐1975年7月9日）は、ドイツの政党国民社会主義ドイツ労働者党(NSDAP,ナチス)の組織親衛隊(SS)の情報部SDの高官。最終階級は親衛隊少将 (SS-Brigadeführer)。哲学博士。

## 経歴
家具商人アルフレート・ジックスとアンナ・マリア・シュヴィント夫妻の息子としてマンハイムの貧しいカトリックの家庭に生まれた。1921年にマンハイムの実科ギムナジウムへ入学。1927年に学業を中断して大工として働くようになったが、1929年11月に国民社会主義ドイツ労働者党（ナチス党）の学生同盟組織に入り、1930年3月に正式に入党。
1930年4月からはハイデルベルク大学に入学。社会学・国家学・近代史・メディア学・法学を学ぶ。1932年11月、突撃隊 (SA) 隊員となり、ナチ党学生同盟がハイデルベルク大学学生向けに発行していた雑誌「ハイデルベルガー・シュトゥデント」の編集者の一人となる。さらにナチ党学生同盟の幹部の一人となり、頭角を現す。1934年5月、ハイデルベルク大学から「ドクトル（博士）」の学位を授与された。学位論文と教授資格論文に合格するなど、優秀な成績を収めるも、いずれの論文も100頁にも満たず、中身はヨーゼフ・ゲッベルスとアドルフ・ヒトラーの発言や文章の引用で構成されたものだった。
ハイデルベルク大学の教授になったばかりのナチ親衛隊員ラインハルト・ヘーン (de) に勧められて、親衛隊 (SS) に入隊。1935年には親衛隊幹部ラインハルト・ハイドリヒの目にとまり、SD（親衛隊情報部）に招かれた。1936年末にはSDのII局1部1課（世界観的敵）の責任者となり、1937年にはII局1部（敵調査）部長を兼務する。さらに1938年にはI局3部（新聞および博物館）、II局1部（世界観的敵）、II局2部（生活領域判断）の3つの局を任されている。また学問の分野でも栄進し、1938年4月にはハイデルベルク大学教授となり、さらにベルリン大学外国学部長、ドイツ外国語研究所 (DAVI) 総裁などを歴任。ナチス国家を代表する知識人となった。
1939年にハイドリヒが国家保安本部をたちあげるとジックスにはII局（世界観的敵）が任されたが、ジックスの国家保安本部での役割は明らかに減り始めていた。そこで1940年にハイドリヒより国家保安本部を離れる許可を、さらにベルリン大学からも名誉教授の位を与えられ、武装親衛隊に従軍することとした。オランダで訓練を受けたあと、第2SS装甲師団「ライヒ」に参加し、ユーゴスラビア戦線へ派遣された。
この後、国家保安本部に戻ったが、1941年6月にはハイドリヒよりアインザッツグルッペンB隊（隊長アルトゥール・ネーベ）所属の部隊「モスクワ先遣隊」の隊長を命じられ、東部戦線へ送られる。しかし8月にはヴァルデマール・クリンゲルヘーファー親衛隊少佐にこの職を引き継いで早々に国家保安本部に戻っている。それでもジックスが隊長の間、「モスクワ先遣隊」は144名のユダヤ人や反ナチ派を銃殺している。
国家保安本部へ戻るとVII局（アルヒーフ）局長となった。この局の下にはユダヤ人課が存在し、ユダヤ人情報の収集と分析を行っており、その研究成果はIV局（ゲシュタポ）に報告された。またベルリン大学教授に復し、大学で教鞭をとるようになった。1943年には外務省にまねかれ、外務省文化情報局長に就任している。1945年4月にはベルリンを離れ、1946年1月までカッセルの農家で偽名で過ごしていたが、アメリカ軍によって逮捕された。
1947年9月にジックスは他のアインザッツグルッペン指揮官たちとともにアインザッツグルッペンの虐殺行為についてのアメリカ軍のアインザッツグルッペン裁判にかけられた。1948年4月に判決が下されたが、他のアインザッツグルッペン指揮官はほとんどが死刑判決だったのに対して彼は禁固20年の判決だった。彼はアインザッツグルッペンにいた期間が極端に短かったため、殺戮に積極的にかかわったことを立証できなかったのであった。さらにこの判決も10年に減刑され、1952年にはランツベルク刑務所を出所した。
戦後は出版業務に携わった。1961年5月にはアドルフ・アイヒマン裁判の証人にもなった（アイヒマンは1937年から1939年までジックスの「世界観的敵」局に属しており、彼の部下であった）。1975年にボンゼンで死去している。65歳だった。